# To Rivaler
To Rivaler er en dansk stum melodramafilm fra 1912 produceret af Nordisk Films Kompagni og instrueret af Robert Dinesen efter manuskript af Kai Allen.
Filmen havde dansk premiere den 9. december 1912 i Palads Teatret, der var åbnet få måneder forinden. Filmen blev i tysktalende lande distribueret som Rivalen og i fransktalende lande som Les Deux Rivaux.

## Handling
Den unge landarbejder Jenkins er forelsket i farmer Johnsons ældste datter May. Hun viser dog ikke den store interesse, og da den unge kunstner Gardey redder Mays lillebror fra druknedøden, opstår der varme følelser mellem ham og May. De to tilbringer dagene sammen, hvilket vækker Jenkins' jalousi. Han beslutter sig for at fjerne sin rival og forsøger at myrde Gardey. I sidste øjeblik bliver han dog stoppet af den fromme pater Maximilian. Ramt af skam søger Jenkins syndsforladelse, som han får, og fra da af kan May og Gardey leve lykkeligt uden forstyrrelser.

## Medvirkende
- Lau Lauritzen Sr.
- Edith Buemann Psilander
- Lauritz Olsen